# Egypt International 2019
Die Egypt International 2019 im Badminton fanden vom 17. bis zum 20. Oktober 2019 in Kairo statt.

## Sieger und Platzierte
| Disziplin    | Gold                               | Silber                        | Bronze                                 |
| ------------ | ---------------------------------- | ----------------------------- | -------------------------------------- |
| Herreneinzel | Ade Resky Dwicahyo                 | Milan Ludík                   | Niluka Karunaratne                     |
| Herreneinzel | Ade Resky Dwicahyo                 | Milan Ludík                   | Luka Wraber                            |
| Dameneinzel  | Thet Htar Thuzar                   | Jordan Hart                   | Sri Krishna Priya Kudaravalli          |
| Dameneinzel  | Thet Htar Thuzar                   | Jordan Hart                   | Daniela Macías                         |
| Herrendoppel | Koceila Mammeri Youcef Sabri Medel | Paweł Pietryja Jan Rudziński  | Godwin Olofua Anuoluwapo Juwon Opeyori |
| Herrendoppel | Koceila Mammeri Youcef Sabri Medel | Paweł Pietryja Jan Rudziński  | Adham Hatem Elgamal Ahmed Salah        |
| Damendoppel  | Simran Singhi Ritika Thaker        | Kuhoo Garg Sanyogita Ghorpade | Doha Hany Hadia Hosny                  |
| Damendoppel  | Simran Singhi Ritika Thaker        | Kuhoo Garg Sanyogita Ghorpade | Daniela Macías Dánica Nishimura        |
| Mixed        | Dhruv Rawat Kuhoo Garg             | Utkarsh Arora Karishma Wadkar | Adham Hatem Elgamal Doha Hany          |
| Mixed        | Dhruv Rawat Kuhoo Garg             | Utkarsh Arora Karishma Wadkar | Koceila Mammeri Linda Mazri            |